# Hans-Peter Kunisch
Hans-Peter Kunisch (* 8. November 1962 in Visp) ist ein Schweizer Journalist und Schriftsteller.

## Leben
Hans-Peter Kunisch verbrachte seine Jugend in den Kantonen Wallis und Aargau und besuchte das deutschsprachige Kollegium Spiritus Sanctus in Brig. Kunisch studierte Germanistik, Philosophie und Theaterwissenschaft an der Universität Freiburg (Schweiz) und an der Ludwig-Maximilians-Universität München; 1994 promovierte er mit einer literaturwissenschaftlichen Arbeit an der Universität München zum Doktor der Philosophie. Seitdem ist er als freier Journalist für diverse Zeitungen tätig, u. a. für die Süddeutsche Zeitung, Die Zeit und den Tagesspiegel.
Seit 2000 beschäftigt sich Kunisch daneben mit dem Verfassen literarischer Texte. 2001 erhielt er ein Arbeitsstipendium des Literarischen Colloquiums Berlin sowie 2004 ein Autorenstipendium des Berliner Senats. Hans-Peter Kunisch lebt heute in Berlin und in Irland und hat einen Sohn.

## Werke
- Gefährdete Spiegel, Frankfurt am Main [u. a.]: Lang-Verlag,  1996, ISBN 978-3-631-49502-5
- Die Verlängerung des Markts in den Abend hinein, München : Blumenbar-Verlag, 2006, ISBN 978-3-936738-21-6
- Todtnauberg, München : DTV, 2020, ISBN 978-3-423-28229-1
- Schach dem König. Friedrich der Große und Albert von Hoditz. Eine ungewöhnliche Freundschaft, München: DTV 2024, ISBN 978-3-423-28409-7